# Mascote
Mascote là một đô thị thuộc bang Bahia, Brasil. Đô thị này có diện tích 709,253 km², dân số năm 2007 là 13114 người, mật độ 18,5 người/km².